# Petit Casal
El Petit Casal és un edifici del municipi de Begues (Baix Llobregat) que forma part de l'Inventari del Patrimoni Arquitectònic de Catalunya construït per Jaume Petit i Ros l'any 1915.
Aplegava els beguetans i estiuejants de tendència de dretes conservadora. L'edifici va ser projectat pel mestre d'obres Josep Pérez Terraza l'any 1903, la construcció va ser a càrrec d'en Joan Bruguera, l'any 1915. Posteriorment va ser convertit en botiga d'ultramarins i se'l coneixia com "el Colmado", fou propietat de Cal Vidu fins principis del segle xxi, el qual va ser venut a l'ajuntament beguetà.
És un edifici cantoner de planta rectangular. Consta de planta baixa, pis, terrat a la catalana i dos cossos en els extrems sud i oest (un d'ells mutilat) d'una planta i terrat. És de composició simètrica a partir de les obertures de la planta baixa. A les obertures balconeres del pis hi ha baranes de ferro forjat, arc carpanell rebaixat, motllures, rosari de perles, fulles i filigrana. L'acabat és amb barana de ferro, i un altre de balustres (de pedra artificial, presenta un petit frontó el·líptic, hídries i flors. Persianes de llibret.